# Adieu minette
Singles de Renaud
Laisse béton
(1977) La Boum
(1978)
Pistes de Laisse béton
Je suis une bande de jeunes
(4) Les Charognards
(6)
Adieu minette est le deuxième single de Renaud tiré de son album Laisse béton sorti en 1977.